# Carl Friedrich von Rochow
Carl Friedrich (Karl Friedrich) von Rochow (* 28. September 1746 in Zwickau; † 2. Februar 1811 in Dresden) war Geheimer Finanzrat und Amtshauptmann sowie Rittergutsbesitzer.

## Leben
Carl Friedrich (auch Karl Friedrich) entstammte der großen brandenburgischen Adelsfamilie von Rochow. Er gehörte zur Stammlinie Golzow und gründete mit dem Erwerb der Güter Strauch und Hirschfelde eine neue konstante Nebenlinie dieses Hauses, welche bis heute besteht. Er war der dritte Sohn des Gutsbesitzers auf Nedaschütz bei Bautzen, Friedrich Ludwig II. von Rochow (1701–1760) und dessen Ehefrau Friederike von Birckholz (1722–1758). Das Gut Nedaschütz gehörte zuvor der Familie von Birckholz, ist wohl aber frühzeitig käuflich erworben und nicht ererbt worden. Der Vater war königl. polnischer und sächsischer Kammerherr sowie Generalmajor, Kommandant der Festung Sonnenstein.
Rochow war, noch minderjährig, Fähnrich in einem Infanterie-Regiment. Seine Karriere machte Carl Friedrich von Rochow aber als Amtshauptmann in Stolpen, Hohenstein und Wehlen, sämtlich in Sachsen gelegen. 1789 entschloss er sich zum Verkauf von Nedaschütz und erwarb dafür das nördlicher gelegene Rittergut Strauch und das benachbarte Hirschfelde. Vorgängerbesitzer dort war nach zuvor häufigem Besitzerwechsel ein Geheimrat von Erdmannsdorff. Carl Friedrich erbte 1805 noch ein Fünftel des Rochowschen Stammgutes Reckahn und war somit Teil einer größeren Erbengemeinschaft mit Vettern der anderen Familienlinien. Er war nach der Rochowschen Chronik Mitglied der siebzehnten Familiengeneration seit Beginn der nachweislichen Stammfolge.

## Familie
Carl Friedrich Freiherr von Rochow war nach jüngerer Quellenlage dreimal verheiratet.
I. Luise Wilhelmine Erasmi Freiin von Huldenberg
II. Wilhelmine Christiane von Steinadel
III. Rachel Friederike von Lüttichau
Aus zweiter Ehe hatte er eine Tochter und zwei Söhne:
Friedrike Christiane, zweite Ehefrau des sächsischen Geheimen Finanzrat August Wilhelm Gotthelf von Leipziger-Zwethau (1784–1860)
Gotthelf Friedrich Christian (1770–1829), Fürstenschule Meißen, Jurastudium in Wittenberg, Erbe der Güter Strauch und 1/5 Reckahn. Die Reckahner Anteile überließ er der Plessower und der Golzower Linie. Verheiratet mit Wilhelmine Senfft von Pilsach; drei Kinder.
Karl Friedrich Ludwig (1772–1843), Appellationsrat in Dresden, dann preußischer Oberlandesgerichtsrat, zum Schluss Geheimer Justizrat in Naumburg. Verheiratet mit Henriette von Schleinitz, drei Kinder.

Besitzfolge der Freiherren von Rochow auf Rittergut Strauch mit Hirschfelde, mit Merzdorf:
Carl Friedrich, ihm folgte sein ältester Sohn:
Gotthelf Friedrich Christian, nachfolgend dessen Sohn:
Heinrich Bernhard (1808–1889), auf Strauch und Merzdorf, sächsischer Kammerherr, ihm folgte sein zweiter Sohn:
Heinrich Bernhard Theodor (1855–1895), Kammerherr, Rittmeister, Ehrenritter des Johanniterordens, dessen Sohn:
Heinrich Bernhard Wichard (1884–1957), auf Strauch und Merzdorf (576 ha), Deichdirektor der Schwarzen Elster.